# Улица Милентија Поповића
| Улица · МИЛЕНТИЈА ПОПОВИЋА             | Улица · МИЛЕНТИЈА ПОПОВИЋА                 |
| -------------------------------------- | ------------------------------------------ |
|                                        |                                            |
| Општина                                | Нови Београд                               |
| Почетак                                | Ушће (Нови Београд) Булевар Михаила Пупина |
| Крај                                   | Улица Милутина Миланковића (Београд)       |
| Дужина                                 | 1.260 m                                    |
| Ширина                                 | >50 m                                      |
| Створена                               | почетком 1970-их                           |
| Названа                                | почетком 1970-их                           |
|                                        |                                            |
|                                        |                                            |
| Хотел Хајат у улици Милентија Поповића |                                            |

Улица Милентија Поповића налази се на Новом Београду.
Дужина улице је 1.260 m, простире се од Ушћа и Булевара Михаила Пупина до Улице Милутина Миланковића, а секу је улице Булевар Зорана Ђинђића, Владимира Поповића и Булевар Арсенија Чарнојевића. Обухвата делове блокова 21, 22, 23, 19, 19а и 20.
У улици се налази „Сава центар“, хотели „Континентал“ и „Хајат“ и зграда „Делта холдинга“. На почетку улице налази се седиште Нафтне индустрије Србије. У улици се такође налазе основне школе Јован Дучић и Лаза Костић.
Кроз улицу саобраћа градски превоз које обезбеђује ГСП Београд, аутобуске линије 95 (Блок 45 — Борча), линија 68 (Блок 70 — Зелени венац) и трамвајске линије 7, 9, 11 и 13.
Милентије Поповић (Црна Трава, код Лесковца, 7. јул 1913 — Београд, 8. мај 1971) био је учесник Народноослободилачке борбе, друштвено-политички радник СФРЈ и СР Србије и јунак социјалистичког рада. У периоду од 16. маја 1967. године до 8. маја 1971. године обављао је дужност председника Савезне скупштине СФР Југославије.
Овде се налази спомен-биста Милентију Поповићу.